# Неформальні політичні інститути
Неформальні політичні інститути — це прийняті в суспільстві, зазвичай неписані правила політичного життя, що стають відомими і насаджуються поза офіційно санкціонованими каналами.

## Виникнення досліджень
Науковий інтерес до політичних інститутів з'являється на межі ХІХ — ХХ століть із народження наукової дисципліни «політологія». Саме цей етап розвитку політології називають інституційним, оскільки основою дослідження слугували конституції, закони, політичні організації та інші державні інститути. При такому підході описували формальні інститути і не брали до уваги неформальні.
Хвиля критики, що стосувалась інституціоналізму, породила біхевіоральний етап розвитку політології. Основна увага змістилася від державних інститутів до поведінкових аспектів індивідів та груп.
Третім проривом розвитку політології став неоінституційний етап. В межах цієї парадигми розвивалися такі підходи, як історичний, соціологічний, конструктивістський, теорія раціонального вибору тощо. Спільною ознакою для цих підходів є центральне місце політичних інститутів, але з розширеним тлумаченням, тобто дослідження не тільки формальних інститутів та кодифікованих правил, а й неформальних, що дозволяє точніше описати та проаналізувати фактичний стан політичного процесу.
Особливу увагу неформальним інститутами в політології почали надавати в 90-х роках ХХ ст., проте такі дослідження стали не новими. Так, Г. Хелмке і С. Левітські зазначають, що «значення неписаних правил підкреслювалося в дослідженнях „призматичних товариств“, „моральної економіки“, „економіки любові“, юридичного плюралізму, клієнтелізму, корупції і консоціаціоналізму, а також взаємовідносин держави та бізнесу в Японії, „блату“ в Радянському Союзі і „звичаїв“ сенату в США». Якщо пояснювати, що мотиви і очікування акторів визначаються в першу чергу або навіть виключно формальними правилами, то такий вузький підхід може давати не повну картину у поясненні політичних феноменів, оскільки при цьому ми ризикуємо втратити те, що стоїть за реальною політичною поведінкою.

## Трактування поняття
Інститути структурують повсякденне життя та організовують взаємини між людьми, оскільки задають рамки взаємодії, а відповідно й обмеження, що включають як заборони індивідам здійснювати певні дії, так і вказівки, за яких умов окремим індивідам дозволені деякі дії. Також інститути можуть бути продуктом свідомого людського задуму — для прикладу, конституція — або ж просто складатися у процесі історичного розвитку, подібно звичаєвому праву. У результаті інститути поділяються на формальні і неформальні. Формальні інститути містять у собі насамперед правові норми, що регулюють політичне життя. Вони мають універсальний характер, а їхнє дотримання гарантується державою.
Неформальні інститути, за найбільш загальним трактуванням, це прийняті в суспільстві, зазвичай неписані правила, що стають відомими і насаджуються поза офіційно санкціонованими каналами. Формальні і неформальні правила в залежності від способу й ефективності їх дотримання утворюють весь характер гри.
За визначенням А. Гржимали-Буссе, учасники неформальних інститутів свідомо дотримуються правил політичної поведінки. Тобто, так як і офіційні інститути, вони є загальновизнаними правилами. Також вони є рефлексивними: актори повинні знати та розуміти, що вони є. Проте, на відміну від офіційних інститутів, вони не санкціоновані через юридичне визнання, а також через правозастосування.
Неформальні правила історично передують формальним. Формальні інститути не виникають нізвідки, вони з'являються там, де вже діє якась система правил. Для Д. Найта, неформальні інститути — це фундамент формальних інститутів. Неформальні інститути визначають межу можливостей розвитку формальних інститутів та можуть чинити опір при спробах змін останніх. Найт особливо підкреслює вплив неформальних інститутів на владні відносини та одну з основних функцій сучасної держави — перерозподілу ресурсів.
Г. Хелмке та С. Левітські застерігають, щоб не назвати практично будь-яку поведінку, що виходить за рамки писаних правил або непередбачену ними, потрібно розібрати те, чим неформальні інститути взагалі не є. Окремі політичні процеси чи рішення можуть проходити поза писаними і офіційно санкціонованими рамками. Однак, відсутність повторюваності та передбачуваності таких явищ автоматично виключає можливість з трактування як інституту.
По-перше, треба відрізняти неформальні інститути від слабких інститутів. Багато формальних інститутів неефективні в тому сенсі, що їх правила існують тільки на папері та в більшості випадків їх обходять або ігнорують. Однак слабкість формальних інститутів не обов'язково веде до появи неформальних інститутів. Цілком можлива відсутність постійних або обов'язкових правил, як формальних, так і неформальних.
По-друге, слід відрізняти неформальні інститути від інших неформальних закономірностей поведінки. Не всяка поведінка, що будується за відомим зразкам, пов'язана з дотриманням будь-яких правил або має своїм джерелом спільні очікування з приводу чужої поведінки.
По-третє, потрібно відрізняти неформальні інститути від неформальних організацій. Хоч дослідники нерідко включають організації в поняття інституту, все ж варто слідом за Д. Нортом усвідомлювати різницю між політичними акторами (або «гравцями») та тими правилами, яким вони слідують.
По-четверте, неформальними інститути не слід плутати з більш широким поняттям культури. Культура часом сприяє формуванню неформальних інститутів, і кордон між двома цими поняттями не чіткий. Однак спосіб вирішення цього завдання — розуміти неформальні інститути у відносно вузькому сенсі, визначаючи їх не через спільні цінності, а через спільні очікування у суспільстві, які можуть бути ніяк не пов'язані з більш широкими соціальними цінностями.

## Типи неформальних інститутів
Типологізація неформальний політичних інститутів відбувається відповідно до функції та завдань, які притаманні певному інституту. Впорядковуючи роль та значення неформальних інститутів, дослідники пропонують різні типології.
Г.-Й. Лаут розглядає три типи: доповнюючий, заміщуючий та конфліктуючий. При доповнюючий типі, формальні і неформальні інститути взаємно підтримують один одного. Заміщуючий тип діє за умов, коли формальні і неформальні інститути з точки зору функціональності рівноцінні. При конфліктуючому типі, при якому обидві системи правил несумісні один з одним.
Подібні типи впливу неформальних інститутів на формальні виділяє і А. Грижмала-Буссе виділяє три: заміна, «підрив» або доповнення.
Г. Хелмке і С. Левитські розширили і доповнили типологію Лаута. В основі їхньої типології лежать два виміри. За першим критерієм виміряють чи збігаються наслідки  роботи формальних та неформальних інститутів. Другий вимір стосується ступеня ефективності формальних інститутів, наскільки їх реальна сила і затребуваність відповідають  задекларованій. Таким чином, вони виділяють чотири типи неформальних інститутів.
Перший тип — це доповнюючий неформальні інститути, які заповнюють собою прогалини в формальних інститутах і коригують їх роботу. Такі інститути характерні для стійких політичних систем.
Другий тип — це акомодаційні неформальні інститути, що пристосовуються до формальних та суперечать духу, але не букві закону. Такі інститути створюються акторами в умовах, коли вони незадоволені діючою системою правил, але з різних причин, не можуть змінити її або перестати підкорятися їй.
Третій тип — це заміщають неформальні інститути, які існують при наявності відносно слабких формальних інститутів. Звернення до заміщає неформальним інститутам дозволяє актором домагатися тих результатів, які вони могли б отримати при наявності сильних формальних інститутів.
Нарешті, четвертий тип — це конкуруючі неформальні інститути. Такі інститути не сумісні з формальними, виконання вимог одних автоматично виключає виконання інших і навпаки. Конкуруючі неформальні інститути також поширені в ситуаціях, коли формальні правила слабкі і неефективні.
Можна сказати, що типологія цих авторів є найбільш повною серед представлених в науковій літературі.

## Ефекти неформальних політичних інститутів
Політичні процеси навіть у країнах розвинутої і стійкої демократії ніколи не обмежуються суто формальними правилами. Немає жодної політичної системи, яка б функціонувала без неформальних правил, проте їхній вплив буває як конструктивний, що допомагає у розбудові демократії,  так і деструктивний, що руйнує ефективні інститути. 
Ефективні формальні інститути  часто називають "верховенством права", тоді як неформальні інститути (такі як корупція або кланова політика)  мають негативний підтекст. На думку, Хелмке і Левитські, «демократична форма правління це сфера, в якій неформальні інститути часто призводять до позитивного ефекту». Та, перш за все, стійкі демократії функціонують завдяки ефективній системі формальних політичних інститутів. Для стійких демократій характерні відносно прозорі політичні інститути, тому неформальні політичні інститути представленні у значно меншій мірі ніж у країнах перехідної демократії.
Значну роль неформальні  інститути відіграють у політичних системах перехідної демократії, різноманітних гібридних режимах та автократіях, де реальні правила гри в значній мірі розходяться з формально задекларованими. Неформальні інститути відкривають ряд можливостей для тих акторів, які з різних причин не готові грати за формальними правилами. Про це свідчить і політологічна література: увага науковців, які досліджують неформальні політичні інститути здебільшого зосереджена на пост-комуністичних країнах та країнах Латинської Америки.  
Меркель і Круасан стверджують, що причиною пошкодження конституційних, законних і легально встановлених норм часто є витіснення формальних інститутів неформальними правилами. Така "деформалізація" політичних процедур і правил прийняття рішень виникає насамперед внаслідок поєднання двох факторів, що сягають корінням в додемократичне минуле: (а) авторитарного спадщини неформальних практик і (б) акумуляції економічних і політичних проблем поставторитарних систем, перенесених з авторитарної фази. Обидва ці фактори створюють сприятливі умови для неліберальної трансформації ліберально-демократичних інститутів, яка здійснюється, як правило, неформальним чином і веде до переважання неформальних практик.